# Centre històric de Godall
El centre històric de Godall és un conjunt protegit com a bé cultural d'interès local. Sembla que en l'origen del nucli de Godall hi havia tres sectors diferenciats: Villallarga, la zona de darrere l'església, i la dels voltants del Carrer de la Taleca, tots tres delimitats pel barranc de la Caldera. Aquests tres sectors tendiren a unificar-se després del cobriment del barranc (per volta de canó seguida) sobre el qual es construïren edificis.

## Descripció
La principal característica és l'acusat pendent de la majoria dels carrers, alguns dels quals, com el de la Villallarga o el de la Taleca, conserven en els seus habitatges l'aspecte tradicional de caràcter rural. En aquest darrer, destacava el petit pont elevat comunicant dues cases enfrontades, amb estructura de cabirons sobre sòcol de pedra i barana de rajola plana, actualment substituït per materials moderns de construcció. L'aspecte del carrer recorda els traçats de tradició medieval. El carrer dit de la Carrerassa té habitatges amb façanes amb arrebossats decoratius i esgrafiats, d'inspiració modernista i noucentista, adaptat, però, al caràcter marcadament rural de la població.
La no existència de cursos hidrogràfics importants en tot el terme i la importància de la circulació subterrània d'aigües ha determinat la presència d'un element característic: el pou; n'hi ha un nombre considerable, tant dintre el nucli com escampats pel terme. Els materials emprats són carreus de pedra per als brocals i murs i el ferro per a l'estructura que sustenta la corriola. El poble conserva tots els antics pous, malgrat que estan en desús des de l'arribada de l'aigua corrent els anys setanta del segle XX: són el Pou Bo, el de Villallarga, el de Centelles, el de  Sant Roc, i el Povet, que comunica per un conducte de pedra amb el Pantà, bassa situada a la sortida de Godall en direcció a la Galera, just en la confluència de diversos lligallos, on hi ha un abeurador de pedra picada per al ramat.

## Història
El topònim Godall apareix ja documentat abans de la conquesta cristiana. L'any 1153 Ramon Berenguer IV donà el lloc a Guillem de Copons, els descendents del qual, a principis del segle xiii, compartien la senyoria amb Ramon de Centelles i Pere Godall. Posteriorment, sembla que els senyors del terme foren només els de Centelles. Als habitants de Godall, se'ls concedí l'ús de les llibertats i franqueses de la ciutat de Tortosa. Fins al 1716 Godall va pertànyer a la vegueria de Tortosa i entre aquesta data i el 1833 al seu corregiment. Al llarg del s.XIX hi hagué un important augment demogràfic (de 800 h el 1830 a 1884 h el 1900). A partir del segle xx s'inicià una regressió que encara continua, determinada pel fet que no s'han desenvolupat els sectors secundari i terciari.